# Java-Nashorn
Das Java-Nashorn (Rhinoceros sondaicus), auch Javanashorn oder Javanisches Nashorn geschrieben, ist eine in Asien beheimatete Nashornart mit nur einem Horn. Es ist nahe mit dem Panzernashorn (Rhinoceros unicornis) verwandt und der seltenste Vertreter der Nashörner und somit eines der seltensten Großsäugetiere. Die Art ist heute nur noch im Westen der Insel Java, im Ujung-Kulon-Nationalpark, mit etwa 50 Individuen anzutreffen. Ursprünglich war sie jedoch in weiten Teilen Südostasiens verbreitet und lebte teils sympatrisch mit den anderen asiatischen Nashornarten. Als Bewohner des tropischen Regenwaldes bevorzugt das Java-Nashorn weiche Pflanzennahrung, weiterhin lebt es überwiegend einzelgängerisch. Ein engagiertes Schutzprogramm soll helfen, das Java-Nashorn vor dem Aussterben zu bewahren.

## Merkmale

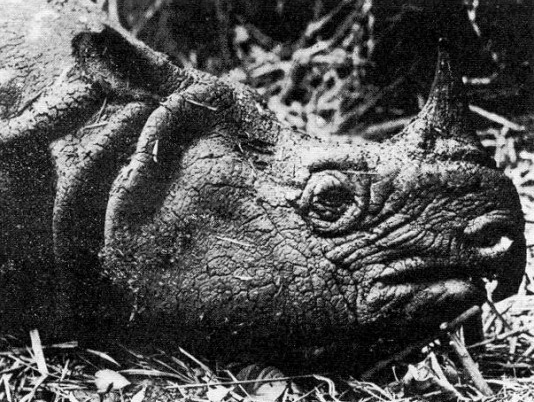
Kopf eines männlichen Java-Nashorns (Aufnahme vom 31. Januar 1934 in Sindangkerta, Westjava.)

Das Java-Nashorn ist etwas kleiner als ein Panzernashorn und erreicht eine Kopf-Rumpf-Länge von 3,0 bis 3,4 m plus einem rund 50 cm langen Schwanz bei einer Schulterhöhe zwischen 140 und 170 cm. Das Gewicht variiert zwischen 0,9 und 1,8 t und ist mehr oder weniger vergleichbar mit dem des afrikanischen Spitzmaulnashorns (Diceros bicornis). Das schwerste bisher gewogene Java-Nashorn brachte 2,3 t auf die Waage. Allerdings sind die Angaben zum Gewicht allgemein sehr unsicher, da bisher nur wenige Exemplare genau vermessen werden konnten. Zwischen Bullen und Kühen gibt es bei dieser Art keine bedeutenden Größenunterschiede, möglicherweise sind Kühe aber etwas größer.
Die Haut ist grau bis graubraun und erscheint schwarz, wenn sie nass ist. Charakteristisch sind die Hautfalten, die denen des Panzernashorns ähneln. Zwei größere vertikale Falten umschließen den Rumpf und befinden sich hinter den Vorderbeinen und vor den Hinterbeinen. Weitere horizontale Falten liegen an den oberen Gliedmaßenteilen. Die typischen Nackenfalten sind kleiner als die seines Verwandten, des Panzernashorns, allerdings setzen sie sich auf dem Rücken fort und formen eine Art Sattel zwischen Nacken und Schulter. In den Falten befinden sich teilweise pinkfarbene Pigmente. Sehr markant wirkt das mosaikartige Muster aus fünf- oder sechseckig geformten, durch kleine Rillen getrennten Segmenten, mit dem die gesamte Haut überzogen ist. Das Java-Nashorn ist weitgehend unbehaart. Haare finden sich nur an den Ohren, den Augenlidern und am Schwanzende. Erwachsene Tiere besitzen manchmal einen kleinen Haarflaum auf dem Rücken als Überrest der etwas stärkeren Behaarung in der Jugendphase. Hervorzuheben ist auch die spitze, häufig weit nach vorn gezogene Oberlippe, die sehr beweglich ist und bei allen asiatischen Nashornarten und dem Spitzmaulnashorn vorkommt. Sie dient zum Abrupfen der Pflanzennahrung.
Markant ist das einzelne Horn, welches sich auf der Nase befindet, überwiegend eine konische Form aufweist und eine graubraune Farbe besitzt. Dieses wird wie alle Hörner der Nashörner aus Keratin gebildet, was ihm eine hohe Festigkeit gibt und dadurch auch lebenslang wachsen kann. Im Gegensatz zum Horn des Panzernashorns ist es wesentlich kleiner und wird nur 20 cm lang. Das längste jemals aufgefundene Horn maß 27 cm, die Länge des Hornes wird wie bei allen Nashornarten durch ständiges Reiben an Bäumen und aktives Verwenden bei der Nahrungssuche beeinflusst. Allerdings sind die Hörner bei Bullen länger als bei Kühen, bei denen es teilweise nur als kleine Erhebung oder auch gar nicht ausgebildet ist.
Der Schädel des Java-Nashorns ist mit 50 bis 60 cm relativ kurz und recht breit. Die weit ausladenden Jochbeine geben ihm dazu einen keilförmigen Umriss. Die Nasenregion ist nicht so lang ausgezogen und so stark gerundet wie beim Panzernashorn. Das Hinterhaupt ist breit und rechtwinklig und führt zu einer sehr hohen Kopfhaltung. Im Gegensatz zu den afrikanischen Nashörnern besitzen die asiatischen noch Schneidezähne. Ein erwachsenes Java-Nashorn hat folgende Zahnformel: {\displaystyle {\frac {2.0.4.3.}{2.0.4.3.}}}. Die oberen Schneidezähne stehen senkrecht im Kiefer und sind sehr flach geformt. Die unteren dagegen sind nach vorn gerichtet. Hier ist der äußere Schneidezahn dolchartig ausgeprägt und deutlich vergrößert. Manchmal sind die ersten Prämolaren im Oberkiefer reduziert. Die Molaren sind niederkronig bis moderat hochkronig und besitzen deutliche Schmelzfalten.

## Verbreitung

Verbreitung einst und jetzt

Trotz seines Namens lebte das Java-Nashorn ursprünglich nicht ausschließlich auf der Insel Java. Gemeinsam mit dem Sumatra-Nashorn bewohnte es einst das Festland Südostasiens von Bangladesch über Myanmar, Thailand, Laos und Kambodscha bis Vietnam und kam auch auf den Inseln Borneo und Sumatra vor. Nach neuen Erkenntnissen lebte es bis ins 16. Jahrhundert auch im Süden des Kaiserreichs China.
Sein überwiegender Lebensraum ist dichter tropischer Regenwald in tieferen Lagen. Die Nähe von Wasser und das Vorhandensein von Schlammlöchern ist die Voraussetzung für das Vorkommen der Art. Dabei bewohnte die Nashornart ursprünglich sowohl Wälder in Tief- als auch in Hochländern. Neben Waldgebieten werden auch andere Vegetationstypen wie Mangrovenwälder in Küstenregionen oder Buschlandschaften in den vulkanischen Gebirgsregionen toleriert. Insgesamt werden Gebiete mit durchgängig dichtem Pflanzenwuchs aber eher gemieden und stattdessen mosaikartig vielfältige Lebensräume bevorzugt, die auch offene Stellen enthalten. Dichte Wälder werden allerdings benötigt, um Schutz vor der Sonneneinstrahlung zu suchen.
Heute ist das Java-Nashorn fast überall ausgerottet und hat nur noch auf Java überlebt, wo es in einer Restpopulation im Ujung-Kulon-Nationalpark an der Westspitze der Insel lebt. Auf dem asiatischen Festland gab es bis vor kurzem noch eine sehr kleine Population im Süden Vietnams. WWF-Experten vermuten, dass weniger als zehn Exemplare dieser Unterart in einem kleinen Regenwaldgebiet nördlich von Saigon gelebt haben, diese Gruppe aber inzwischen erloschen ist. Inzwischen hat der WWF die Ausrottung des Java-Nashorns in Vietnam vermeldet.

## Lebensweise

### Territorialverhalten
Das Java-Nashorn ist ein nachtaktiver Einzelgänger. Nur zur Paarungszeit finden Bullen und Kühe für kurze Zeit zueinander, jüngere Tiere bilden aber manchmal kurzfristig kleine Gruppen. Die Reviere der Bullen können 12 bis 20 km² groß sein und überlappen sich nur marginal. Dagegen sind die Reviere der Kühe mit 3 bis 14 km² deutlich kleiner und überschneiden sich an den Rändern. Die Reviere werden mit Urinspritzern markiert, zusätzlich auch mit Kratzspuren und umgeknickten Schösslingen. Weiterhin wird auch Dung als Markierung verwendet, im Gegensatz zu anderen Nashornarten scharrt das Java-Nashorn aber nicht mit den Füßen, um die Fäkalien auf umliegende Büsche zu verteilen. Vielmehr trägt es Teile des Abfalls mehrere Meter und verteilt ihn als sichtbare Marke auf Kratzspuren. Weiterhin kommen auch keine aufgetürmten Kothaufen vor.
Es ist unbekannt, ob es zwischen einzelnen Individuen zu Territorialkämpfen kommt. Sofern Kämpfe stattfinden, wird das Horn dazu nicht verwendet. Es wird eher bei der Nahrungsbeschaffung eingesetzt. Allerdings bilden die langen, scharfen Schneidezähne des Unterkiefers gefährliche Waffen, die tiefe Wunden hervorrufen können. Weiterhin benutzt das Java-Nashorn kaum Lautäußerungen für eine Kommunikation mit Artgenossen und gilt als das „schweigsamste“ aller Nashornarten. Lediglich ein Schnauben als Warnung und lautes Pfeifen, mit dem es offensichtlich auf seine Anwesenheit aufmerksam macht, sind bekannt. Die innerartliche Kommunikation findet hauptsächlich über die Sekrete statt.

### Ernährungsweise
Die Nahrung des Java-Nashorns besteht hauptsächlich aus Blättern, Früchten, Zweigen und Trieben (browsing). Dabei umfasst das Nahrungsspektrum mehrere hundert verschiedene Pflanzenarten, wobei davon 40 % stärker bevorzugt werden. Dazu gehören Brennnesselgewächse (Laportea stimulans), Hülsenfrüchtler (Desmodium umbellatum) und Feigen (Ficus septica). Bevorzugt frisst das Java-Nashorn aufgrund des qualitativ besseren Nahrungsangebotes an Plätzen, die frei von Schatten sind, so in Gebieten mit niedrigerer Vegetation, auf kleinen Lichtungen oder Schneisen, die von umgefallenen Bäumen geschlagen wurden. Bei der Nahrungsaufnahme wird häufig das Horn benutzt, um Pflanzen herauszuziehen.
Sehr häufig sucht das Java-Nashorn Schlammlöcher auf, die es manchmal mit Hilfe der Hufe oder des Hornes vertieft. Diese Bäder sind für die Thermoregulierung und zur Entfernung von Parasiten wichtig. Unklar ist, ob diese Nashornart auch an Salzlecken geht, wie es bei den anderen der Fall ist. Im heutigen Verbreitungsgebiet im Ujung-Kulon-Nationalpark kommen solche nicht vor. Allerdings trinken die dortigen Nashörner gelegentlich Meerwasser.

### Fortpflanzung
Über die Fortpflanzung des Java-Nashorns ist wenig bekannt. Die Tragzeit beträgt vermutlich zwischen 16 und 19 Monaten. Danach bringt die Kuh ein einziges Kalb zur Welt, bisher wurde eine Geburt aber noch nicht beobachtet, weder in Gefangenschaft noch im Freiland. Das Kalb wird wohl etwa ein Jahr gesäugt und bleibt zwei weitere Jahre beim Muttertier. Es wird vermutet, dass ein Tier etwa 35 bis 40 Jahre alt wird, die längste Zoohaltung aber dauerte nur etwa 20 Jahre.

### Interaktion mit anderen Tierarten
Natürliche Feinde hat das Java-Nashorn nicht. Auf Java gibt es aber eine enge Beziehung zwischen Banteng, Wasserbüffel und dem Java-Nashorn. Dies lässt sich aus der Nutzung gleicher Pfade schließen. Manchmal werden auch Pfade neu angelegt, die dann alle drei Tierarten begehen. Inwiefern eine ökologische Beziehung zum Elefanten besteht wie bei den anderen Nashornarten, ist unklar, da der Asiatische Elefant auf Java im Verlauf des 14. Jahrhunderts ausgerottet wurde. Das ursprüngliche Verbreitungsgebiet des Java-Nashorns war aber wesentlich größer. Gelegentlich wurden Angriffe auf andere große Tiere vermerkt.

### Parasiten
Zahlreiche Parasiten können das Java-Nashorn befallen. Zu den bekanntesten gehören Zecken der Gattung Amblyomma. Des Weiteren kommen auch Endoparasiten wie Plattwürmer (u. a. Anoplocephalidae), Saugwürmer (u. a. Paramphistomidae), Fadenwürmer und Hakenwürmer vor. Zu neueren Nachweisen gehören Protozoen (u. a. Balantidium und Entamoeba), die gefährlich für die Gesundheit der Tiere sind.

## Systematik
Das Java-Nashorn gehört zur Gattung Rhinoceros, der außerdem noch das Panzernashorn (Rhinoceros unicornis) zuzurechnen ist. Beide Arten trennten sich im Mittleren Miozän vor ungefähr 11,7 Millionen Jahren. Das Schwestertaxon stellt Dicerorhinus mit dem Sumatra-Nashorn (Dicerorhinus sumatrensis). Die Aufspaltung in diese beiden Gattungen war schon im Oberen Oligozän vor 26 Millionen Jahren erfolgt. Dem gegenüber ergaben andere Untersuchungen weitaus jüngere Daten. So liegt die Trennung der beiden Rhinoceros-Arten rund 4,3 Millionen Jahre zurück, was dem Unteren Pliozän entspricht. Das Sumatra-Nashorn hingegen hatte sich vor rund 14,8 Millionen Jahren abgespalten.
Man unterscheidet drei rezente Unterarten des Java-Nashorns, von denen wahrscheinlich nur noch eine existiert. Ausgestorben ist R. s. inermis, die in Bangladesch, Assam und Myanmar verbreitete Unterart. Die zweite Unterart, R. s. annamiticus, hielt man lange für ausgestorben – im Vietnamkrieg schienen das Entlaubungsmittel Agent Orange und Landminen die Unterart vernichtet zu haben. In den 1990ern wurde entdeckt, dass einige Exemplare dieser Unterart im Gebiet des Cat-Tien-Nationalparks überlebt hatten, wo im Jahr 1988 ein Tier von Jägern erlegt wurde. Die Population in dem nur 40 km² großen Schutzgebiet bestand laut Schätzung aus weniger als zehn Tieren, und ihr weiteres Überleben galt als nicht sehr wahrscheinlich. Bemerkenswert war, dass die Tiere mit 110 bis 130 cm Schulterhöhe und einem Gewicht von rund 800 kg relativ klein waren. Neben der weiteren Zerstörung von Lebensraum durch den Straßenbau wurde 2010 im Nationalpark wieder ein Exemplar von Wilderern für den illegalen Handel mit Hörnern getötet. Experten gehen mittlerweile davon aus, dass diese Population erloschen ist. Die einzige heute noch lebende Unterart R. s. sondaicus war ursprünglich auf der malaiischen Halbinsel sowie auf Java und Sumatra verbreitet. Heute kommt sie nur noch im Ujung-Kulon-Nationalpark an der Westspitze der Insel Java vor.
Die anatomisch beschriebenen Unterarten ließen sich zumindest für R. s. sondaicus und R. s. annamiticus auch mit Hilfe molekulargenetischer Untersuchungen bestätigen. Die Proben dafür wurden anhand von Haut- und Haarresten, Dunghaufen sowie Hörnern gewonnen. Zwischen beiden Unterarten gibt es demzufolge eine genetische Differenz von 0,5 % (der Unterschied zwischen Java- und Panzernashorn beträgt 2,4 bis 2,7 %), was dafür spricht, dass die Trennung in die beiden Unterarten vor maximal 2 Millionen Jahren stattfand. Weiterhin wurde dabei festgestellt, dass R. s. sondaicus mit wenigstens drei verschiedenen Haplotypen vorkommt. Davon leben Haplogruppe I und II im Ujung-Kulon-Nationalpark, während Gruppe III von einem Museumsstück mit unklaren Herkunftsangaben stammt. Die genetische Diversität des Java-Nashorns ist möglicherweise auf sein ursprünglich stark zersplittertes Habitat, verteilt über das südostasiatische Festland und zahlreiche Inseln des Sundaschelfes, zurückzuführen. Die beiden Haplogruppen des Ujung-Kulon-Nationalparks, die prozentual gleichwertig sind, gehen wahrscheinlich auf eine recht junge Wiederbesiedlung des Gebietes in Westjava zurück, das während des Vulkanausbruchs des Krakatau 1883 völlig verwüstet worden war.

## Stammesgeschichte
Die Gattung Rhinoceros wurde erstmals für das Pliozän nachgewiesen und ging aus dem miozänen Gaindatherium oder dem Punjabitherium hervor beziehungsweise ist mit diesen eng verwandt. Ein früher Vertreter war Rhinoceros sivalensis, welcher möglicherweise der Vorfahr des Panzernashorns ist. Das Java-Nashorn wird hingegen von einigen Wissenschaftlern auf Rhinoceros fusuiensis aus dem Altpleistozän des südlichen Chinas zurückgeführt. Etwa im gleichen Zeitraum ist das Java-Nashorn erstmals zu fassen, es lebte im Pleistozän in einigen Gebieten gleichzeitig mit dem Panzernashorn und dem Chinesischen Nashorn (Rhinoceros sinensis). Mindestens zwei fossile Unterarten des Java-Nashorns sind mit R. s. sivasondaicus und R. s. guthi nachgewiesen. In das Altpleistozän gehören einige Zähne aus der Sanhe-Höhle bei Chongzuo in der südchinesischen Provinz Guangxi, die als Überreste des Java-Nashorns interpretiert werden. Als weiterer früher Fundpunkt ist eine der Irrawaddy-Terrassen nahe der Ortschaft Pauk in der Magwe-Division (Myanmar) zu nennen. Ein bedeutendes Fundgebiet stellt Java dar, wo das Java-Nashorn in der mittelpleistozänen Kedung-Brubus-Fauna zusammen mit dem Panzernashorn nachgewiesen ist. Die ursprünglich weite Verbreitung des Java-Nashorns wird dadurch angezeigt, dass es im Jungpleistozän noch auf Borneo zu finden war. Erst nach dem Ende der letzten Eiszeit mit der zunehmenden Bejagung und Wilderei wurde das Java-Nashorn auf sein heutiges verbliebenes Refugium an der Westspitze von Java zurückgedrängt.

## Forschungsgeschichte
Lange Zeit war das Java-Nashorn im Gegensatz zum Panzernashorn, das mit dem Holzschnitt von Albrecht Dürer 1515 eine gewisse Berühmtheit erlangte, in Europa unbekannt. Eine erste Begegnung fand vermutlich 1630 auf Java statt, als der niederländische Arzt Jacob de Bondt (1592–1631) ein Nashorn verfolgte, das seine Gesellschaftsparty gestört hatte und er dieses dann später zwischen mehreren Bäumen eingeklemmt wiederfand. Erst wesentlich später, 1787, wurden zwei Nashörner auf derselben Insel geschossen und in die Niederlande gebracht, wo diese der niederländische Anatom Petrus Campen studierte. Zwar bemerkte er Unterschiede zum Panzernashorn, doch er starb vor der Vollendung und Veröffentlichung seines Werkes.
Im Jahr 1822 untersuchte der französische Naturforscher Georges Cuvier (1769–1832) ein Nashorn von Java, welches dort von Pierre-Médard Diard (1794–1863) gejagt worden war und das dieser nach Paris gesandt hatte. Allerdings konnte Cuvier seinen Bericht erst später veröffentlichen. So war es dem ebenfalls französischen Zoologen Anselme Gaëtan Desmarest (1784–1838) vorbehalten, im selben Jahr das Java-Nashorn als Rhinoceros sondaicus erstmals zu beschreiben. Das Tier, welches er zur Beschreibung nutzte, hatte der Naturforscher Alfred Duvaucel (1793–1824) auf Sumatra geschossen.
Im Laufe der Zeit wurden mehrere wissenschaftliche Namen für das Java-Nashorn verwendet:
- Rhinoceros sondaicus Desmarest, 1822.
- Rhinoceros javanicus Geoffroy-St. Hilaire & F.Cuvier. 1824.
- Rhinoceros camperis Griffith, (1826?) 1827.
- Rhinoceros javanus Cuvier, 1829.
- Rhinoceros camperii Jardine, 1836.
- Rhinoceros inermis Lesson, 1838.
- Rhinoceros floweri Gray, 1868.
- Rhinoceros nasalis Gray, 1868.
- Rhinoceros frontalis von Martens, 1876 (Lapsus für R. nasalis)
- Rhinoceros annamiticus Heude, 1892.

## Bedrohung und Schutz

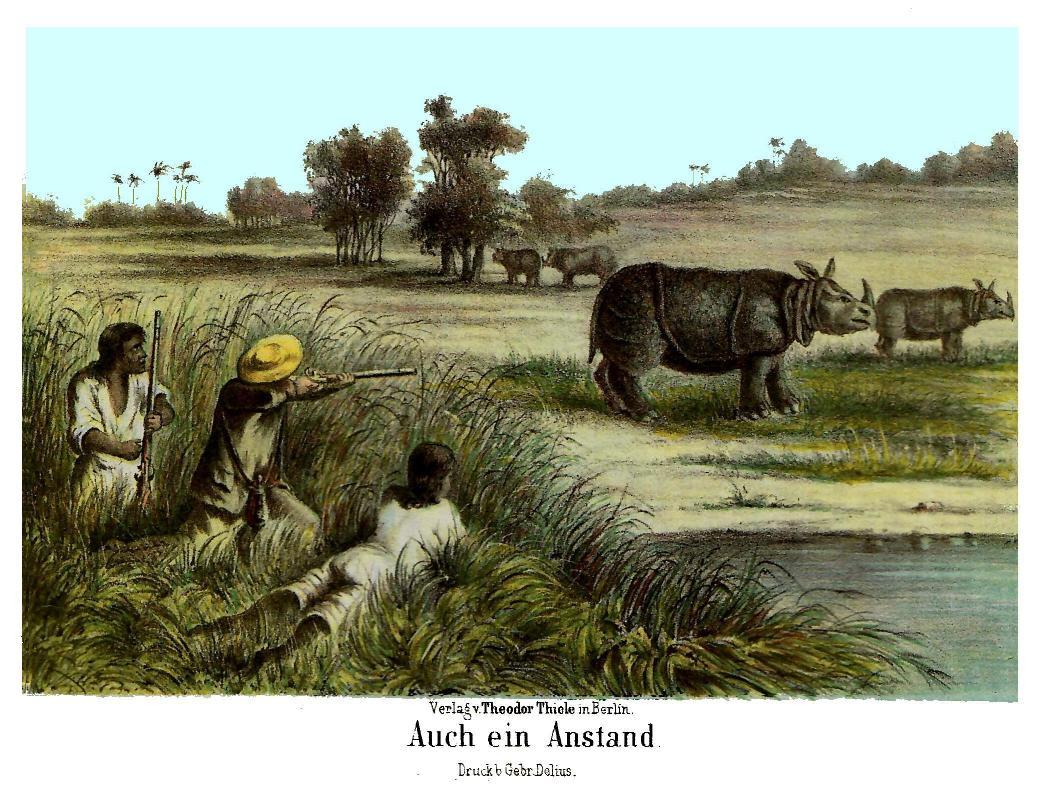
Jagd auf Java-Nashörner

Der Hauptgrund für die akute Gefährdung des Java-Nashorns ist die Nachfrage aus Ostasien nach Hörnern, die nach dem dortigen Volksglauben in zerstoßenem Zustand in der traditionellen chinesischen Medizin angeblich eine heilsame Wirkung haben sollen. Weitere wichtige Gründe sind die Zerstörung des Lebensraums durch extensive Landwirtschaft und die Ausdehnung der menschlichen Siedlungen.
Ursprünglich lebte das Java-Nashorn in vielen lokalen Populationen. Für das 18. und 19. Jahrhundert sind zahlreiche Jagden und Tötungen unzähliger Individuen vor allem seitens der damaligen Kolonialmächte im heute ehemaligen Niederländisch-Indien bezeugt und dokumentiert. Gefördert wurde dies noch durch die damalige Regierung, die jeden Abschuss eines Tieres finanziell belohnte, um so Platz für die Landwirtschaft zu schaffen. Möglicherweise hatte auch der Ausbruch des Krakatau 1883 einen Einfluss auf die damals schwindenden Populationen. Erst 1910 wurde das Java-Nashorn unter Schutz gestellt, was die nun illegale Tötung aber nur wenig eindämmte. An der äußersten Westspitze von Java wurde 1921 der Ujung-Kulon-Nationalpark zum weiteren Schutz des Java-Nashorns eingerichtet. Das letzte Tier außerhalb des Schutzgebietes wurde 1934 getötet. Überlebt hatte bis zum Anfang der 2000er Jahre nur eine kleine Gruppe von rund 40 Tieren, darunter nur vier oder fünf Kühe im gebärfähigen Alter. Die genaue Zahl der Tiere war aber unbekannt.
Zum Schutz der verbliebenen Java-Nashörner vor Wilderei und zusätzlich zu Studienzwecken wurden vom WWF und anderen Organisationen Kamerafallen im Ujung Kulon Nationalpark eingerichtet, die die Nashörner aufnehmen und so die Möglichkeit zur Beobachtung geben sollten. Das System reicht bis in den Anfang der 1990er Jahre zurück. Dieses Beobachtungssystem, das anfänglich rund drei Dutzend Kameras an für das Java-Nashorn strategisch wichtigen Plätzen umfasste, läuft rund um die Uhr. Mit Hilfe dieser Kamerafallen gelang es unter anderem im Jahr 2010 im Nationalpark erstmals, zwei Kühe mit je einem jungen Kalb über 30 Tage filmisch zu dokumentieren. Die Anzahl der verbliebenen Individuen wurde dabei auf 29 bis 47 geschätzt, Experten gingen daher im Jahr 2011 von etwa 35 bis 44 im Ujung-Kulon-Nationalpark verbliebenen Nashörnern aus. Untersuchungen Im Jahr 2014 mit nun insgesamt über 140 Kamerafallen erbrachten den Nachweis von wenigstens 58 identifizierbaren Nashörnern, möglicherweise sogar 61, was die Vermutung zulässt, dass die Populationsgröße in der Vergangenheit leicht angestiegen war. Bis zum Jahr 2022 hat sich die Anzahl auf bis zu schätzungsweise 76 Tiere erhöht. Allerdings konnten nachfolgend mehr als ein Dutzend Individuen nicht mehr aufgefunden werden, so dass die Nationalparkbehörden von potenziellen Wilderern ausgingen und das Schutzgebiet vorübergehend für die Öffentlichkeit schlossen. Gegenwärtig (Stand 2024) wird von einem Bestand von rund 50 Tieren ausgegangen. Ziel ist es nun, diese letzte überlebende Gruppe, die stark anfällig ist für Naturkatastrophen und Krankheiten, zu stabilisieren und aufzubauen. Zu diesem Zweck wurde 2011 begonnen, die Javan Rhino Study and Conservation Area innerhalb des Ujung-Kulon-Nationalparks aufzubauen. Das 4.000 ha große Gebiet liegt nahe dem im Osten des Nationalparks gelegenen Höhenzug Gunung Hoinje und wurde mit Elektrozäunen umgrenzt. Auch wurden zusätzliche Wasserstellen und Salzlecken eingerichtet. Geplant ist, eine Gruppe von Java-Nashörnern anzusiedeln, diese gezielt zu beobachten und zu untersuchen sowie längerfristig in ein neues Schutzgebiet umzusiedeln, um eine neue Population zu etablieren, welche die Überlebenschance für die Tierart erhöht.
Weltweit lebt derzeit kein Java-Nashorn in Menschenobhut. Das letzte Tier starb 1907 im Zoo von Adelaide (Australien) und wurde zu seiner Lebenszeit als Panzernashorn ausgewiesen. Deshalb stellt die Population auf Java die weltweit maximale Bestandszahl dar. 1965 wurde das Java-Nashorn zum ersten Mal gefilmt. Helmut Barth und Eugen Schuhmacher machten für ihren Kinofilm Die letzten Paradiese Kameraaufnahmen von einer Nashornmutter mit ihrem Jungen im Nationalpark Ujung Kulon.
Im Oktober 2011 erklärten die International Rhinoceros Foundation und der WWF die vietnamesische Unterart Rhinoceros sondaicus annamiticus offiziell für ausgestorben, nachdem das letzte bekannte Exemplar im April 2010 tot im Cat-Tien-Nationalpark aufgefunden worden war. Die Unterart aus Myanmar, Rhinoceros sondaicus inermis, gilt ebenfalls als ausgestorben. Die letzten verbleibenden Exemplare gibt es jetzt nur noch auf Java. Die IUCN stuft das Java-Nashorn als „vom Aussterben bedroht“ (critically endangerd) ein. Es zählt außerdem zu den 100 am stärksten bedrohten Arten.